# SDSS J110217.48+411315.4
SDSS J110217.48+411315.4は、太陽系からおおぐま座の方向約114 光年の距離に位置する白色矮星。既知の年老いたハロー星の中では太陽系に最も近いものの1つ。主系列星の段階を終えて白色矮星に進化してから既に約100億年が経過しているため、赤い色をしている。

## 特徴
太陽系に最も近い球状星団M4やNGC 6397の星と同じく、零歳主系列時から約110億年、白色矮星に進化してからも約100億年が経過している種族IIの天体である。そのため、現在は有効温度3,860 ケルビン (K) まで冷却が進んでおり、「白色矮星 (white dwarf)」という分類名に反して赤色矮星のような様相を呈している。
主系列星としての初期質量は1.8 - 2.2 M☉で、6 - 11億年は主系列にあったと考えられている。現在は銀河平面から150光年ほどの距離に位置しているが、最大で銀河平面から15,000光年ほども離れる軌道で銀河中心を公転するハロー星であり、天の川銀河の中を時速100万キロメートルという猛スピードで運動している。